# Samuele Battistella
Samuele Battistella (Castelfranco Veneto, 14 novembre 1998) è un ciclista su strada italiano che corre per il team EF Education-EasyPost. Nel 2019 si è laureato campione del mondo Under-23 nella prova in linea; è professionista dal 2020.
In generale si presenta come un profilo misto, dotato di grande passo e anche di un notevole spunto veloce, adatto alle classiche delle ardenne e alle gare vallonate.
I suoi più grandi risultati nel 2022 sono il 7º posto al Tour de La Provence, il 2º posto ad una tappa alla Volta ao Algarve em Bicicleta, il 3º posto al campionati Italiano su Strada in Linea, il 7º posto al Tour de Polonie e i 2 secondi posti in due difficili tappe della Vuelta a Espana. Nel 2022 ha concluso al 140º posto della Classifica 2022 Procycling Stats, nonostante la rovinosa caduta all’Amstel Gold Race e una forte influenza nel finale di stagione.

## Carriera
È un ciclista completo, abile sia nelle lunghe che nelle brevi salite, bravo negli scatti e dotato di spunto veloce.
Il 27 settembre 2019 ha vinto il Mondiale nella categoria Under-23, dopo la squalifica dell'olandese Nils Eekhoff, inizialmente arrivato al primo posto, che si era avvalso di un traino irregolare dell'ammiraglia.

## Palmarès

### Strada
- 2016 (Juniores)

Trofeo Buffoni
- 2018 (Zalf-Euromobil-Désirée-Fior)[3]

Coppa Fiera di Mercatale
Coppa Varignana
Gran Premio Santa Rita
Gran Premio Valverde
2ª tappa Grand Prix Priessnitz spa (Jeseník > Rýmařov)
Coppa Città di San Daniele
- 2019 (Team Dimension Data for Qhubeka)

Gran Premio La Torre
Giro del Belvedere
3ª tappa Tour de Limpopo (Tzaneen > Mount Agatha)
Classifica generale Tour de Limpopo
Campionati del mondo, Prova in linea Under-23
- 2021 (Astana-Premier Tech, una vittoria)

Veneto Classic

#### Altri successi
- 2018 (Zalf Fior)

Classifica a punti Grand Prix Priessnitz spa
- 2019 (Team Dimension Data for Qhubeka)

Classifica giovani Tour de Limpopo
Classifica scalatori Tour de Limpopo

## Piazzamenti

### Grandi Giri
- Giro d'Italia

2021: 82º
2023: non partito (14ª tappa)
- Vuelta a España

2022: non partito (18ª tappa)
2023: 121°

### Classiche monumento
- Milano-Sanremo

2024: 22º
- Giro delle Fiandre

2020: ritirato
- Liegi-Bastogne-Liegi

2020: 67º
2023: non partito
2025: 90º
- Giro di Lombardia

2021: ritirato
2022: ritirato
2023: ritirato
2024: ritirato

### Competizioni mondiali
- Campionati del mondo su strada

Innsbruck 2018 - In linea Under-23: 16º
Yorkshire 2019 - In linea Under-23: vincitore
Wollongong 2022 - In linea Elite: 85°

### Competizioni europee
- Campionati europei su strada

Plumelec 2016 - In linea Junior: 5º
Zlín 2018 - In linea Under-23: ritirato